# Frédéric Firly
Frédéric Firly, né le 17 janvier 1973 à Marseille dans le département des Bouches-du-Rhône, est un footballeur français. Il a évolué au poste de milieu de terrain dans de nombreux clubs de la région PACA.

## Biographie
Il commence sa carrière lors de la saison 1996-1997 à l'ES Vitrolles qui évolue en National. Au terme de la saison, le club est rétrogradé en division inférieure, cependant Frédéric reste fidèle au club. À la fin de la saison, il rejoint l'US Endoume qui évolue dans la même division. Il n'y reste que six mois avant de rejoindre le Dijon FCO, également en CFA. 
À l'intersaison, il rejoint le FC Martigues et retrouve le National. En fin de saison, le club termine à la seconde place du championnat et gagne sa promotion en Ligue 2. Il y joue deux saisons et totalise quarante-huit matchs de championnat, ce qui sera les deux plus belles saisons de sa carrière. Mais sauvé de peu lors de sa première saison de L2, le club termine lanterne rouge la saison suivante et redescend à l’échelon inférieur.
Il termine sa carrière dans des clubs qui évoluent entre la quatrième et sixième division, notamment au GS Consolat, à l'US Marignane, l'US Endoume et Avignon Foot 84.

## Palmarès
Avec le FC Martigues, il est vice-champion de National lors de la saison 1999-2000. 
Il est également champion de DH en 2004 avec l'US Marignane, vice-champion de CFA2 en 2005 avec l'US Endoume et champion de CFA en 2007 avec Avignon Foot 84.